# 우쿠이역
우쿠이역(일본어: 宇久井駅, うくいえき, Ukui-eki)은 일본 와카야마현 히가시무로군 나치카쓰우라정에 있는, 서일본 여객철도의 철도역이다. 기세이 본선이 지나가며, 기노쿠니 선 소속 열차들을 이용할 수 있다.

## 역 구조
상대식 2면 2선 구조의 지상역이다. 기이타나베 방면 승강장 쪽에 역사가 있으며, 반대쪽 승강장과는 과선교로 이어져 있다.
신구역이 관리하는 무인역으로, 자동 발권기의 사용이 가능하다.

### 승강장
| 1 | ■ 기노쿠니 선 | 기이카쓰우라 · 기이타나베 · 와카야마 방면 |
| 2 | ■ 기노쿠니 선 | 신구 방면                                 |

## 역사
- 1912년 12월 4일 - 신구 철도의 역으로 개업했다.
- 1934년 7월 1일 - 국유화에 따라 일본국유철도의 소속이 되었다.
- 1987년 4월 1일 - 민영화에 따라 서일본 여객철도의 소속이 되었다.

## 인접역
| 서일본 여객철도 기세이 본선 | 서일본 여객철도 기세이 본선 | 서일본 여객철도 기세이 본선 |
| --------------------------- | --------------------------- | --------------------------- |
| 미와사키 신구 방면          | ■ 기노쿠니 선 보통          | 나치 와카야마 방면          |